# Patty Andrews
Patty Andrews (16. února 1918 Minnesota– 30. ledna 2013 Northridge) byla americká zpěvačka a herečka a nejmladší členka vokálního tria The Andrews Sisters. Byla to jedna z nejpopulárnějších skupin ve 30. a 40. letech dvacátého století.

## Životopis
Patricie Marie Andrews se narodila 16. února 1918 v Minneapolis, Minnesota jako třetí dcera řeckého imigranta Petera Andrease a Američanky norského původu Olgy Bergliot Pedersdatter Sollie.
Patty Andrewsová byla nejmladší ze tří sester, které se proslavily jako vokální trio The Andrews Sisters. Zpívala v úzké harmonii se svými sestrami Maxene a LaVerne a nahrála stovky písní ve stylu swing a boogie-woogie od pozdních třicátých let do poloviny padesátých let. Když se trio v pozdních šedesátých letech rozpadlo, kvůli úmrtí sestry LaVerne, Patty Andrews vystupovala jako sólová umělkyně. Nedosáhla však žádných větších úspěchů, protože nastupoval rock and roll.

## Osobní život
Patty Andrewsová byla manželkou filmového producenta Martina Melchera v letech 1947 až 1950. Poté si v roce 1951 vzala manažera Waltera Weschlera a zůstali spolu až do Weschlerovy smrti v roce 2010.
Andrews neměla vlastní děti. Adoptovala dceru Pam DuBois.

## Úmrtí
Zemřela v Northridge, Los Angeles, Kalifornii dne 30. ledna 2013 přirozenou smrtí. Bylo jí 94 let.